# Métronome (Prague)
Pour les articles homonymes, voir Métronome (homonymie).

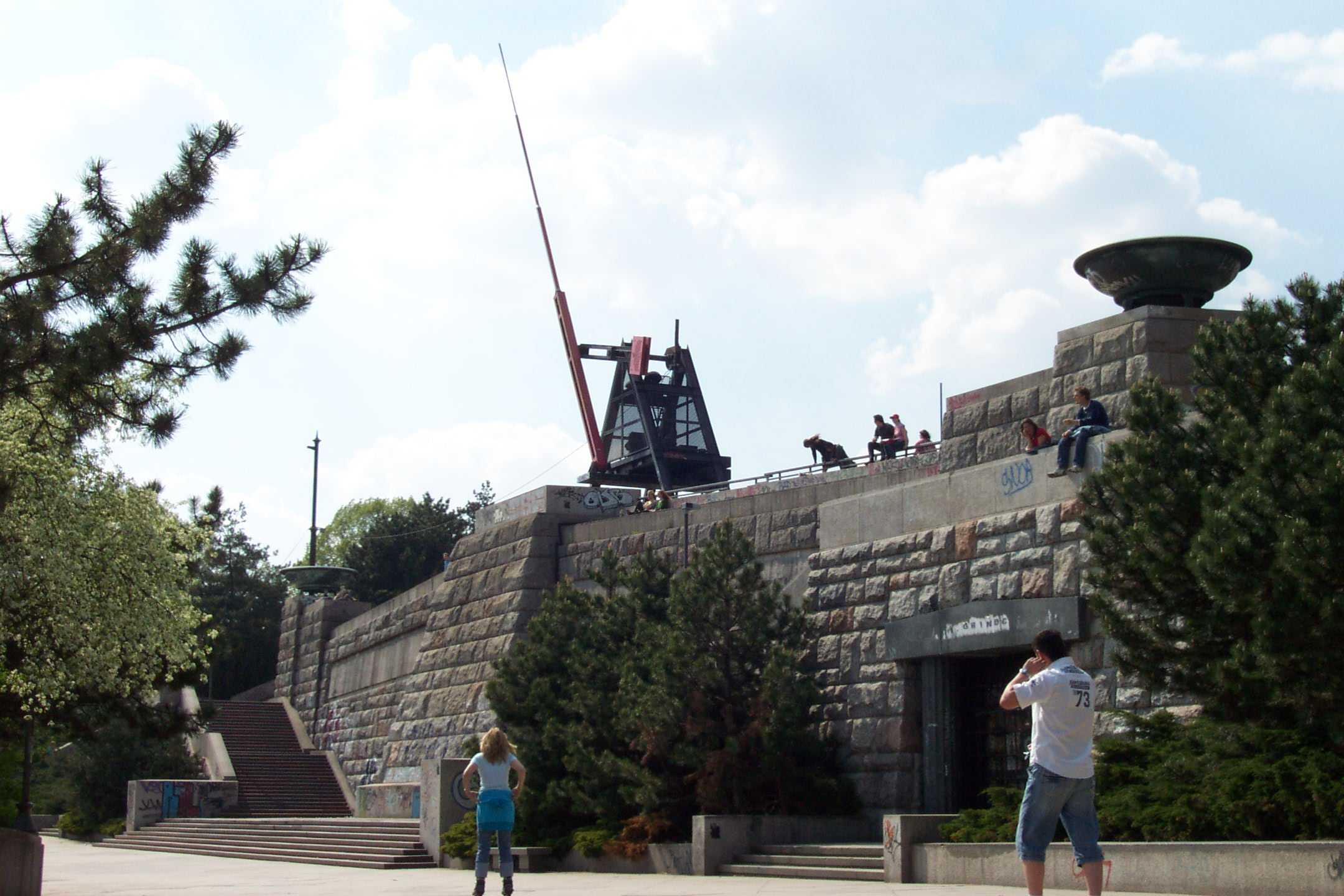
Le Métronome à Prague

Le Métronome est une sculpture située à Prague, dans le parc Letná surplombant la Vltava. Cette sculpture fut réalisée par l'artiste Vratislav Karl Novák et érigée en 1991 à l'emplacement du monument à Staline détruit en 1962.